# 크리스토퍼 워컨
크리스토퍼 워컨(Christopher Walken, 1943년 3월 31일 ~ )은 미국의 배우이다.

## 출연 작품

### 영화
- 도청 작전 (1971)
- 애니 홀 (1977)
- 디어 헌터 (1978)
- 은밀한 거래 (1980)
- 브레인스톰 (1983)
- 데드존 (1983)
- 007 뷰 투 어 킬 (1985)
- 폐쇄 구역 (1986)
- 총각 쫄병 (1988)
- 킹 뉴욕 (1990)
- 구혼 광고 (1991, Sarah, Plain and Tall)
- 아메리칸 코만도 (1991)
- 배트맨 2 (1992)
- 트루 로맨스 (1993)
- 펄프 픽션 (1994)
- 닉 오브 타임 (1995)
- 신의 전사 (1995)
  - 신의 전사 2 (1998)
- 라스트맨 스탠딩 (1996)
- 마우스 헌트 (1997)
- 트렁크 속의 연인들 (1997, Excess Baggage)
- 수어싸이드 킹 (1997, Suicide Kings)
- 개미 (1998) - 애니메이션
- 슬리피 할로우 (1999)
- 블래스트 (1999)
- 어페어 오브 더 넥클리스 (2001)
- 아메리칸 스윗하트 (2001)
- 캐치 미 이프 유 캔 (2002)
- 웰컴 투 더 정글 (2003)
- 맨 온 파이어 (2004)
- 엔비 (2004)
- 로맨스와 담배 (2005)
- 웨딩 크래셔 (2005)
- 헤어스프레이 (2007)
- 세븐 싸이코패스 (2012)
- 마지막 4중주 (2012)
- 미스터 캣 (2016)
- 정글북 (2016) - 애니메이션
- 와일드 마운틴 타임 (2020) - 토니 라일리 역
- 듄: 파트 2 (2024) - 황제 아담 4세 역

### 텔레비전
- 가이딩 라이트 (1954-56)
- 새터데이 나이트 라이브 (1990-2023)
- 세브란스: 단절 (2022-현재)

### 연극
- 로미오와 줄리엣 (1968)
- The Climate of Eden (1952) - Martin Beck Theatre, 버튼 역

## 수상 경력
- 1968년 씨어티어 월드어워즈 올해의 배우상
- 1970년 드라마데스크어워즈 연극부문 남우주연상
- 1975년 오비어워즈 남우주연상
- 1978년 제43회 뉴욕비평가협회상 남우조연상
- 1979년 제51회 아카데미시상식 남우조연상
- 1981년 오비어워즈 남우주연상
- 1988년 상하이국제TV페스티벌 스페셜맨션 배우상
- 1995년 판고체인소어워즈 남자배우상
- 1995년 고담어워즈 남자배우상
- 1998년 USA필름페스티벌 마스터 스크린 아티스트 트리뷰트상
- 1999년 플로리다필름페스티벌 예술공헌상
- 2001년 VH1어워즈 뮤직비디오부문 남자연기상
- 2001년 아메리칸코미디어워즈 TV시리즈부문 재미있는 남자게스트상
- 2001년 듀빌린필름페스티벌 스페셜 트리뷰트상
- 2002년 제28회 LA비평가협회상 남우조연상
- 2003년 제37회 전미비평가협회상 남우조연상
- 2003년 제9회 미국배우조합상 영화부문 남우조연상
- 2003년 제56회 영국아카데미시상식 남우조연상
- 2003년 쇼웨스트어워즈 올해의 남우조연상
- 2004년 제9회 새틀라이트시상식 남우조연상
- 2004년 몬트리올세계영화제 남우주연상
- 2008년 헤이스티 푸딩 씨어트리컬 올해의 남성상
- 2009년 마라키치필름페스티벌 평생공로상